# トースト

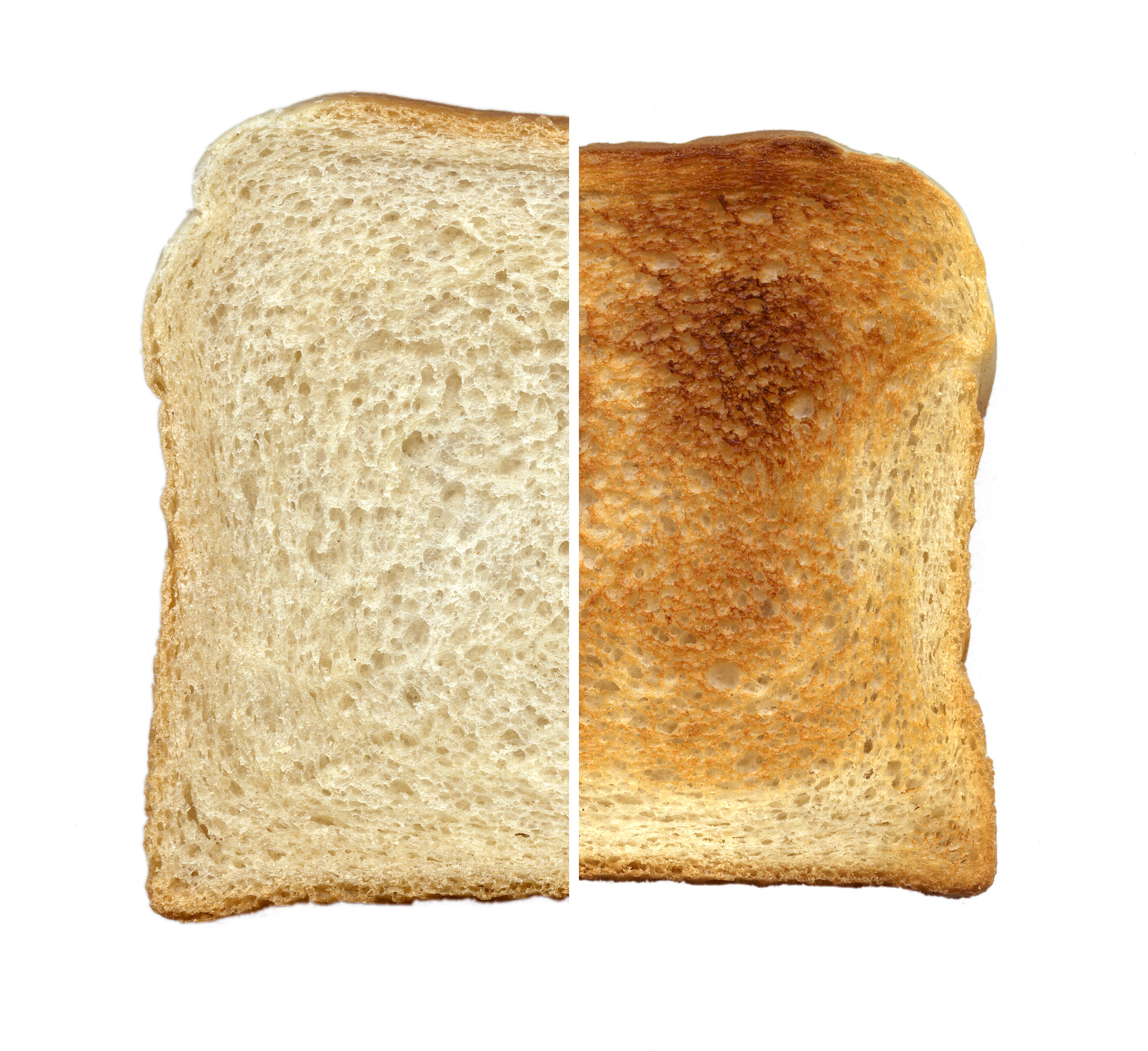
焼く前（左）と焼いた後（右）

トースト（英: toast）は、スライスした食パンを加熱し、表面に軽く焼き目をつけた食品。

## 焼き方
トーストを作るにはトースターを使うのが一般的である。オーブンやオーブントースター、それに直火でも焼き目がつく。
電気トースターは日本では第二次世界大戦前から広まりを見せ、ニクロム線を熱した加熱部をおおう焼き網にパンを立てかけて扉を閉じると、焼けた頃を見計らってパンを取り出すという簡単な構造と安い価格のため、幅広く使われた。セルフタイマーとばねを組み込み、焼き上がったトーストが飛び出す機構は1928年にアメリカで「ポップアップトースター」（飛び出すトースター）としてマックグリュー電器会社が商品化したといい、日本で普及し始めるのは戦後である。
また、さまざまな模様に焼き上げるトースターもある。表面が茶褐色になるのは、メイラード反応によるものである。

## 食べ方

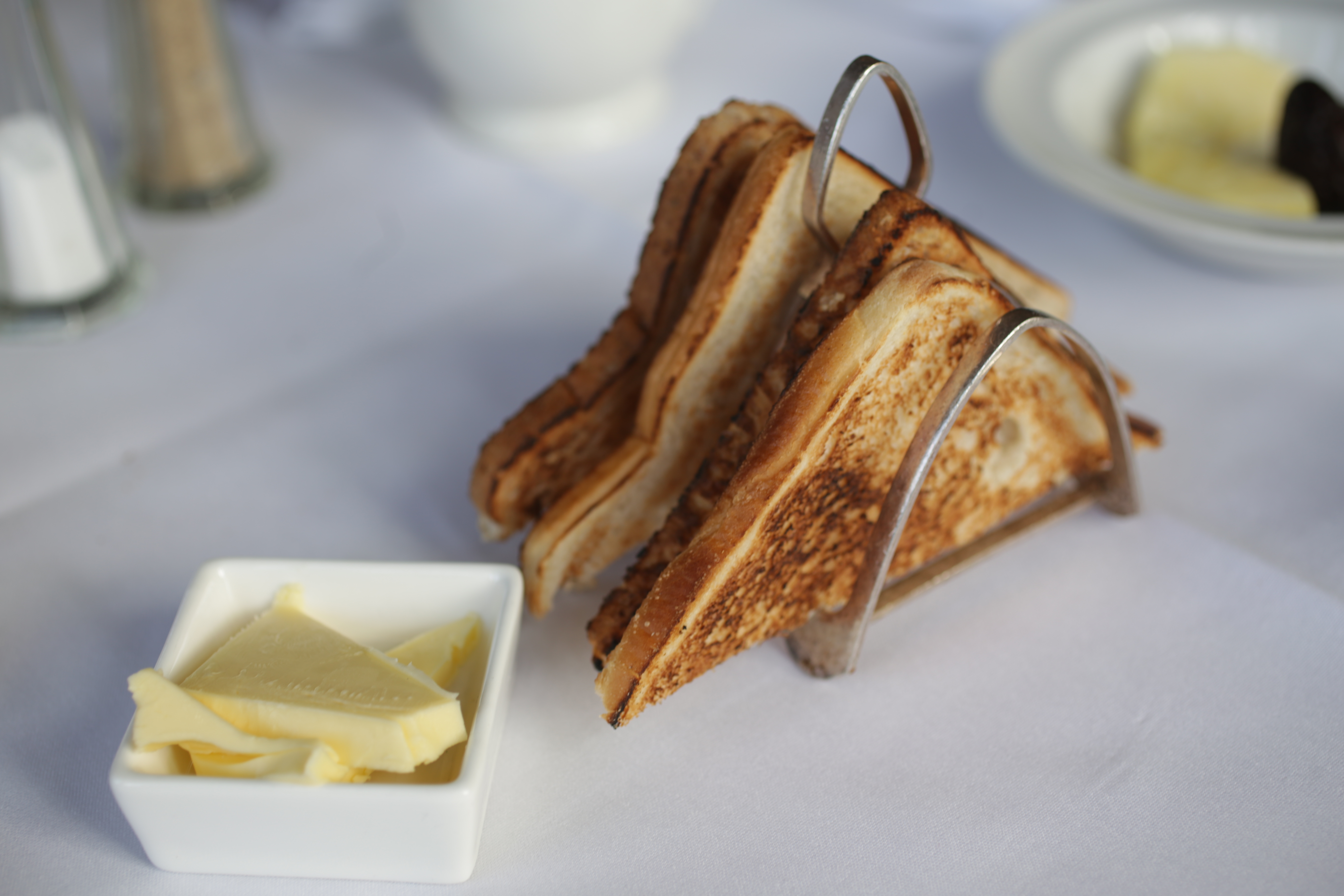
クラシックなトースト・ラックに乗せて

朝食で食べることが多い。トーストをそのまま供することはあまりなく、バターやマーガリンを塗って食べるのが普通である。ジャムやチーズもよく使われる。
非常に薄く切ったパンをカリカリに焼いたものはメルバトーストと呼ばれる。ニンニクのペーストを塗って焼き、主菜に添えて供するガーリックトーストなどもある。
イギリスでは細く切って半熟卵の黄身にひたして食べる。トーストしたパンでサンドイッチを作るトーストサンドもこの国ならではである。
パン・グリエ（仏: fr:Pain grillé）とも呼ぶフランスには、「イギリス人がトーストをよく食べるのは、あまりにも寒いので、バターを溶かす方法をそれしか思いつかなかった」とする笑い話がある。パンを小さくサイコロ切りにしてからトーストもしくは揚げたクルトンは、サラダのトッピングやスープの浮き実に用いられる。

## トースト料理
パンにトマトソースを塗り、チーズやサラミなどの具を乗せてトーストするとピザトースト、卵と牛乳と砂糖に浸して焼いたものをフレンチトーストと呼ぶ。具を挟んでからトーストするクロックムッシュ、ハムとチーズとパイナップルを乗せて焼いたドイツのトースト・ハワイはスパムトーストをヒントに生まれたとも言われる。焼いていない食パンの間にトーストを挟んだものはトースト・サンドイッチと呼ばれる。
日本に紹介された1908年（明治41年）の文献はパン種の発酵から焼き方まで製パンを解説し、トーストにチーズ入りスクランブルエッグを載せたチーズトースト、炒めたハムのみじん切りを加えて砂糖少々で調味したオムレツを載せたハムトースト、トーストにミルククリームを垂らしたミルクトーストほかを紹介している。
そのほか、調味してから焼くハニートーストやバナナシナモントースト、トーストしたパンを調整するシナモントーストや小倉トースト、姫路名物のアーモンドトーストなどがある。

## Androidにおける「トースト」

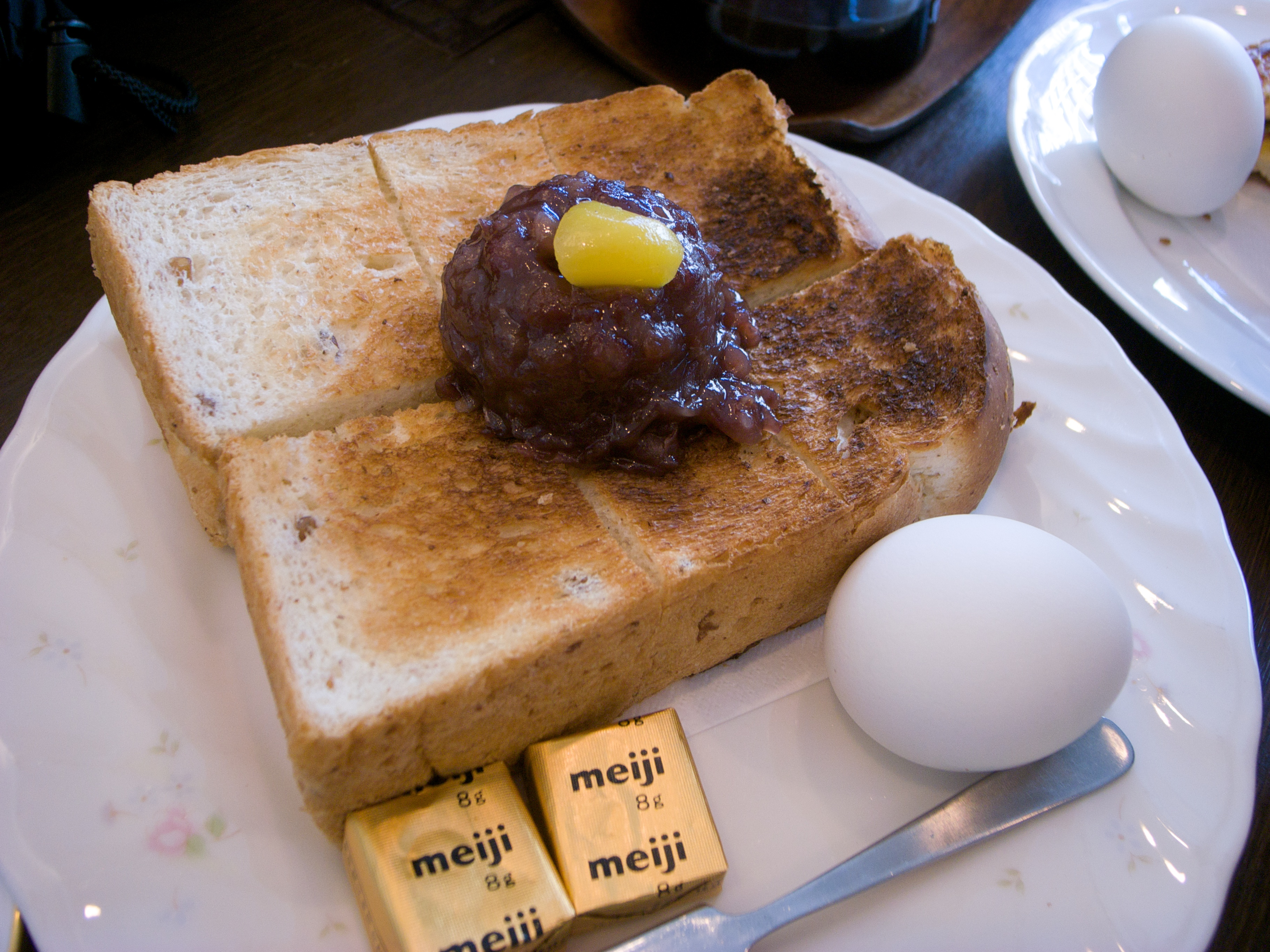
小倉トースト。名古屋式モーニングセットに含まれる。

Android OSでは、ユーザーの操作やシステム動作などからの通知を、画面下部に表示することがあり、GoogleのAndroid開発チームはこれをトーストと呼んでいる。

これは、画面の下からメッセージが飛び出してくるさまが、トースターから出るトーストに見えたことから名付けられたとされている。

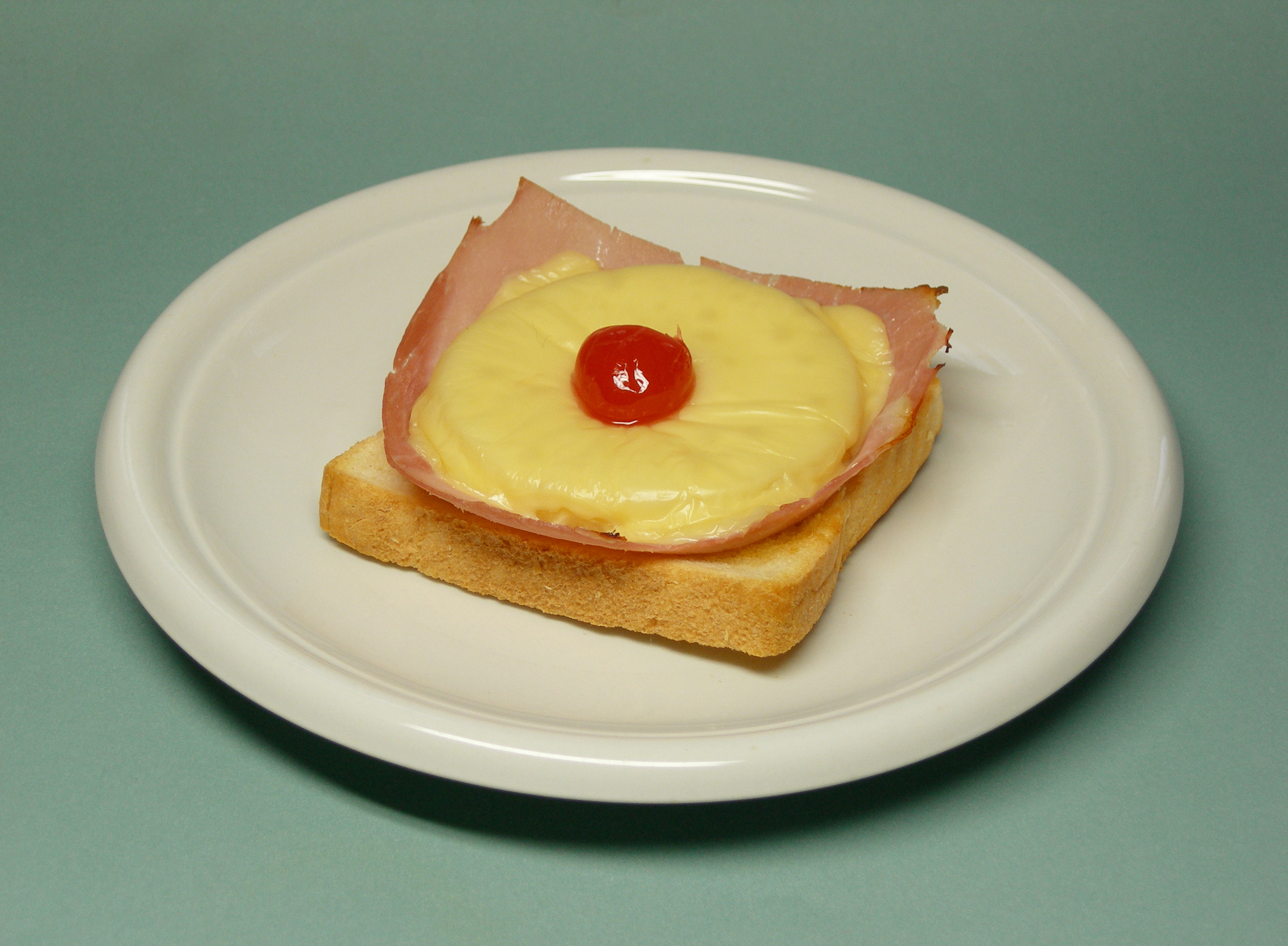
ハワイ式トースト。ハムにパイナップルと薄くスライスしたチーズを重ねて焼き、仕上げに飾りを載せた。1950年代のドイツで流行。

## トーストにまつわる逸話
大正時代に軍隊でパン食に出会う人が増えたことをユーモア集に述べた加茂正一は、トーストしたパンを喫茶店や料理店のメニューに「トオスパン」と載せたところ、学者が焼かないパンを所望して「通さないパン」を注文した話を記した。
香港で厚切りトースト（広東語: 厚多士、Hòu duō shì）が隠語として人々の口にのぼった時期は中国本土からの観光客が増えていた。列車内のいざこざの場面を投稿したSNS動画で観光客が発した「好多事」（Hǎoduō shì、余計なお世話）という一言が香港の人の耳に「厚多士」（厚切りトースト）と聞こえたことから、噂が広がったとされる。

## 関連資料
出版年順
近代デジタルライブラリーで公開
- 桜井ちか子（編）「第七部　パンとトースト（焼パン）之部」『主婦之友』、大倉書店、1908年（明治41年）。コマ番号0076.jp2。
- 津野慶太郎「（47）「チーストースト」『家庭向牛乳料理』、長隆舎書店、1921年（大正10年）、p.59。コマ番号(0039.jp2)。
- 河野静子「パン及ハツトケーク　トースト　マフイン　サンドウイツチについて」『趣味と実用の西洋料理』、東京基督教女子青年会、1926年（大正15年）、p.106。コマ番号0069.jp2。

書籍、定期刊行物
- 柄沢和雄『トースト・サンドイッチ』、柴田書店〈喫茶スナック技術講座 3〉、1981年。
- 村田裕子『ごちそうトースト&サンドイッチ : いつものパンをもっとおいしく : 3ステップで作れる!』永岡書店、2006年。
- 『しあわせトースト&サンドイッチ』志賀靖子（料理）、成美堂出版、2009年。
- 『つくって食べたいふんわりトースト・サンドイッチ』たかはしみき（絵）、文研出版、2009年。児童書
- 『人気店のトースト&サンドイッチ : 評判のメニューと調理技術』、旭屋出版〈旭屋出版mook〉、2010年。